# Турсунов, Эрнис Нурдинович
Эрнис Нурдинович Турсунов (кирг. Эрнис Турсунов; 24 августа 1935, Фрунзе — 11 июня 2014, Бишкек) — советский и киргизский поэт, драматург и переводчик, народный поэт Киргизии (2004).

## Биография
В 1948 г. дебютировал поэтическим сборником «Гул». Позже вышли книги «Булбул», «Жигиттер», «Бийиктик», «Автопортрет» и другие. Был известен и своими переводами. Являлся одним из первых переводчиков на кыргызский язык Корана и Библии. Также переводил произведения А.Пушкина, Н.Некрасова, С.Есенина и других известных русских поэтов.
Его драмы «Красавицы», «Правда сильнее», «Сильные духом», «Замандаш» и «Байтик баатыр» с успехом ставились на сценах кыргызских театров.

## Награды и звания
Народный поэт Киргизии (2004), заслуженный деятель культуры Республики Кыргызстан (1994).